# Hairuddin Omar
Hairuddin Omar (Terengganu, Malasia; 29 de septiembre de 1979) es un exfutbolista malasio que jugaba en las posiciones de centrocampista y delantero. Actualmente es entrenador asistente del Terengganu FA de la Superliga de Malasia y desde 2013 es el presidente de la Asociación de Futbolistas Profesionales de Malasia.

## Carrera

### Club
| Periodo   | Club                          |
| --------- | ----------------------------- |
| 1999–2002 | Terengganu FA                 |
| 2003–2008 | Pahang FA                     |
| 2008–2009 | T-Team FC                     |
| 2009      | → Negeri Sembilan FA (cedido) |
| 2010      | Kelantan FA                   |
| 2011      | Negeri Sembilan FA            |
| 2012–2015 | ATM FA                        |
| 2016      | Terengganu FA                 |

### Selección nacional
Jugó para Malasia en 54 ocasiones de 2000 a 2009 y anotó 13 goles; participó en tres ediciones del Campeonato de fútbol de la ASEAN, la Copa Asiática 2007 y los Juegos Asiáticos de 2002.

## Logros
- Malaysia Super League: 2004
- Malaysia FA Cup: 2006
- Malaysia Cup: 2001, 2009, 2010, 2011
- Malaysia Premier League: 2012

## Estadísticas
| Selección | Año   | Apariciones | Goles |
| --------- | ----- | ----------- | ----- |
| Malasia   | 2000  | 7           | 2     |
| Malasia   | 2001  | 9           | 3     |
| Malasia   | 2002  | 4           | 1     |
| Malasia   | 2003  | 7           | 2     |
| Malasia   | 2004  | 5           | 0     |
| Malasia   | 2005  | 2           | 0     |
| Malasia   | 2007  | 10          | 3     |
| Malasia   | 2008  | 9           | 2     |
| Malasia   | 2009  | 1           | 0     |
| Total     | Total | 54          | 13    |

### Goles con selección nacional
| #   | Fecha      | Sede                  | Rival      | Resultado | Torneo                                               |
| --- | ---------- | --------------------- | ---------- | --------- | ---------------------------------------------------- |
| 1.  | 7-11-2000  | Bangkok, Tailandia    | Laos       | 5–0       | copa Tigre 2000                                      |
| 2.  | 9-11-2000  | Bangkok, Tailandia    | Camboya    | 3–2       | Copa Tigre 2000                                      |
| 3.  | 9-5-2001   | Ba, Fiji              | Fiyi       | 2–1       | Amistoso                                             |
| 4.  | 23-3-2001  | Doha, Catar           | Hong Kong  | 1-2       | Clasificación para la Copa Mundial de Fútbol de 2002 |
| 5.  | 25-3-2001  | Doha, Catar           | Palestina  | 4–3       | Clasificación para la Copa Mundial de Fútbol de 2002 |
| 6.  | 11-12-2002 | Kuala Lumpur, Malasia | Camboya    | 5–0       | Amistoso                                             |
| 7.  | 20-10-2003 | Manama, Baréin        | Irak       | 1-5       | Clasificación para la Copa Asiática 2004             |
| 8.  | 24-10-2003 | Manama, Baréin        | Birmania   | 1-2       | Clasificación para la Copa Asiática 2004             |
| 9.  | 12-4-2007  | Bangkok, Tailandia    | Filipinas  | 4–0       | Campeonato de Fútbol de la ASEAN 2007                |
| 10. | 12-4-2007  | Bangkok, Tailandia    | Filipinas  | 4–0       | Campeonato de Fútbol de la ASEAN 2007                |
| 11. | 18-6-2007  | Shah Alam, Malasia    | Camboya    | 6–0       | Amistoso                                             |
| 12. | 10-10-2008 | Kuala Lumpur, Malasia | Pakistán   | 4–1       | Amistoso                                             |
| 13. | 20-10-2008 | Kuala Lumpur, Malasia | Afganistán | 6–0       | 2008 Merdeka Tournament                              |